# Aradi András (ejtőernyős)
Aradi András (1930. február 19. – 1981) magyar ejtőernyős sportoló, oktató, versenybíró.

## Életpálya
Az ejtőernyőzésen túl a technikai fejlesztést is szem előtt tartotta. 1962-ben Polonyi László és Aradi András az egyrésű "T-2" szovjet ejtőernyőn átalakítást
hajtott végre, amely során az egyrésű kupolát háromrésűre változtatták. Hivatásos katonaként (alezredes) az MHSZ Ejtőernyős osztály vezetője volt.

## Sporteredmények

### Világrekord
1961. május 5-én Sztálinváros Repülőklubjában edzőtáborozó ejtőernyősök Gyurkity István, Bakos István, Ullaga András, Pozsonyi Imre, Aradi András és Gazdag István 5,36 méteres átlaggal megdöntötték a jugoszlávok 1000 méteres célba ugrás rekordját.

### Magassági csúcs 8070
1962. május 5-én egy HA-MAE felségjelű Il–14-es (az akkor rendelkezésre álló repülőgépekből csak ez volt alkalmas ilyen magasságba emelkedni) Malév repülőgép – pilóta Kapitány István – segítségével a nyíregyházi repülőtérről indult a csúcsbeállító csapat tagjaként. Az ugrás tagjai tapasztalt ejtőernyősök voltak:  Aradi András, Bakos István, H. Nagy Imre, Kovács György, Miklós László, Mészáros József, Pozsonyi Imre, Rónai Mihály és Szabó Pál. Ugrás közben speciális ruházatot, oxigénpalackot és légzőkészüléket is viseltek. Ugrás után másodpercenként 75-80 métert zuhantak, 120 másodperces zuhanás után nyitottak ernyőt. A végrehajtott magassági csúcsbeállítás 8070 méter volt (-45 C fok), amivel megdöntötték az addigi magassági rekordnak számító 6270 métert. Magyarországon egyedülálló teljesítmény, amit 2012-ig nem döntöttek meg.

## Írásai
- Selyemszárnyakon (Ismerkedés az ejtőernyőzéssel) - Aradi András, Bácskai Györgyi, Csomós Vera, Dékán István, Dézsi Gábor  - Zrínyi Katonai Kiadó - 1969,
- Aradi András: Ejtőernyős alapfokú tankönyv – 1972. Magyar Honvédelmi Szövetség (MHSZ) Országos Központ Repülési Osztálya

## Külső hivatkozások
- Kovács György. szon.hu. [2012. május 26-i dátummal az eredetiből archiválva]. (Hozzáférés: 2012. május 5.)